# Manuel Vicente Mena
Manuel Vicente Mena (Santiago del Estero, 1778 - Buenos Aires, 23 de marzo de 1835) fue un clérigo argentino, que participó en la política de la provincia de Santiago del Estero durante el primer tercio del siglo XIX, y fue diputado al congreso que sancionó la constitución de 1826.

## Biografía
Realizó sus estudios secundarios en la ciudad de Córdoba, y se doctoró en teología en 1798, ordenándose sacerdote poco después. Fue párroco de algunos pueblos de su provincia.
Apoyó la Revolución de Mayo y en 1812 se incorporó al Ejército del Norte como capellán del regimiento de Húsares, asistiendo a las batallas de Vilcapugio y Ayohuma. Era especialmente amigo de varios oficiales santiagueños, entre los que se contaban Francisco Borges y Juan Felipe Ibarra. Posteriormente fue también párroco de la división comandada por Gregorio Aráoz de Lamadrid al Alto Perú, asistiendo al combate de Culpina.
De regreso a su provincia, apoyó el proceso que dio la autonomía a su provincia, liderada por Ibarra, que fue elegido gobernador; fue legislador provincial durante varios años, y alternó como cura párroco de la Iglesia Matriz con Juan Antonio Neirot.
En julio de 1824 fue elegido diputado por su provincia al Congreso Nacional reunido en Buenos Aires; mantuvo firmemente su posición federal, y se opuso a la elección de Bernardino Rivadavia como presidente de las Provincias Unidas del Río de la Plata; quedó registrado que su voto para ese cargo fue a favor del general Juan Antonio Lavalleja. Posteriormente siguió a otro diputado elegido por su provincia, el porteño Manuel Dorrego, apoyando la postura contraria a la constitución unitaria sancionada en 1826.
Tras la disolución del Congreso, fue elegido representante de su provincia en la Convención Federal reunida en Santa Fe; fue vicepresidente de la Convención, y uno de los más decididos apoyos del gobernador Estanislao López en su guerra contra la dictadura de Juan Lavalle, iniciada con el fusilamiento de Dorrego.
Su mandato terminó el último día de 1830, pero como su provincia estaba ocupada por los unitarios, se marchó a Buenos Aires, donde fue párroco de las parroquias del Pilar y del Socorro. Fue partidario del gobernador Juan Manuel de Rosas.
Falleció en Buenos Aires el día 23 de marzo de 1835.